# Championnats d'Afrique d'aviron 2019
Navigation
Édition précédente Édition suivante
Les championnats d'Afrique d'aviron 2019, treizième édition des championnats d'Afrique d'aviron, ont lieu du 14 au 16 octobre 2019 à Tunis, en Tunisie. Les épreuves ont lieu sur le lac de Tunis.

## Podiums seniors

### Hommes
| Épreuves                         | Or                                           | Argent                                     | Bronze                                  |
| -------------------------------- | -------------------------------------------- | ------------------------------------------ | --------------------------------------- |
| Skiff M1x                        | Abdelkhalek Elbanna (EGY)                    | Mohamed Taieb (TUN)                        | Peter Purcell-Gilpin (ZIM)              |
| Skiff poids légers LM1x          | Ahmed Abdelaal (EGY)                         | Mohamed Khalil Mansouri (TUN)              | Kamel Aït Daoud (ALG)                   |
| Deux de couple M2x               | Égypte Mohamed Elgebaly Sayed Salman         | Tunisie Dhia Eddine Zoghlami Mohamed Taieb | Algérie Kamel Aït Daoud Oussama Habiche |
| Deux de couple poids légers LM2x | Tunisie Ghaith Kadri Mohamed Khalil Mansouri | Algérie Abdelilah Ziouane Kamel Aït Daoud  | Égypte Mohamed Kota Mohamed Habita      |

### Femmes
| Épreuves                         | Or                                          | Argent                                      | Bronze                           |
| -------------------------------- | ------------------------------------------- | ------------------------------------------- | -------------------------------- |
| Skiff poids légers LW1x          | Khadija Krimi (TUN)                         | Maryam Abdellatif (EGY)                     | Amina Rouba (ALG)                |
| Skiff W1x                        | Maike Diekmann (NAM)                        | Zoubida Lachoub (ALG)                       | Sarah Fraincart (MAR)            |
| Deux de couple poids légers LW2x | Algérie Nawel Chiali Amina Rouba            | Tunisie Nour El Houda Ettaieb Khadija Krimi | Égypte Sara Baraka Huda Mansour  |
| Deux de couple W2x               | Tunisie Nour El Houda Ettaieb Khadija Krimi | Égypte Eman Elsharkawy Dareen Hegazy        | Algérie Nawel Chiali Amina Rouba |

## Podiums des moins de 23 ans

### Hommes
| Épreuves                          | Or                                           | Argent                                 | Bronze                                                              |
| --------------------------------- | -------------------------------------------- | -------------------------------------- | ------------------------------------------------------------------- |
| Skiff BM1x                        | Elshahawi Mohamed (EGY)                      | Oussama Habiche (ALG)                  | Dhia Eddine Zoghlami (TUN)                                          |
| Skiff poids légers BLM1x          | Mohamed Kota (EGY)                           | Mohamed Khalil Mansouri (TUN)          | Mohamed Yahiya Selami (MAR)                                         |
| Deux de couple BM2x               | Égypte Elshahawi Mohamed Mohamed Aly         | Tunisie Iyed Ayed Dhia Eddine Zoghlami | Soudan Magdi Mohsen Awad Mohsen Abdalla Mohamed Abdalla Ahmed Ahmed |
| Deux de couple poids légers BLM2x | Tunisie Ghaith Kadri Mohamed Khalil Mansouri | Égypte Moustafa Mohamed Mohamed Habita | Soudan Abdalla Mohamed Abdalla Ahmed Ahmed Magdi Mohsen Awad Mohsen |

### Femmes
| Épreuves                          | Or                                           | Argent                            | Bronze                              |
| --------------------------------- | -------------------------------------------- | --------------------------------- | ----------------------------------- |
| Skiff BW1x                        | Nihed Benchadli (ALG)                        | Sarah Fraincart (MAR)             | Oumayma Trabelsi (TUN)              |
| Skiff poids légers BLW1x          | Maryam Abdellatif (EGY)                      | Sarra Zammali (TUN)               | Nour El Houda Sadoun (ALG)          |
| Deux de couple BW2x               | Algérie Nour El Houda Sadoun Nihed Benchadli | Égypte Hagar Abdelmonem Nour Harb | Tunisie Sahar Moumni Amina Zamali   |
| Deux de couple poids légers BLW2x | Égypte Yasmine Hewidy Hagar Abdelmonem       | Tunisie Sahar Moumni Amina Zamali | Maroc Zainab Jabbour Oumaima El Baz |

## Podiums juniors

### Hommes
| Épreuves            | Or                                    | Argent                                        | Bronze                                             |
| ------------------- | ------------------------------------- | --------------------------------------------- | -------------------------------------------------- |
| Skiff JM1x          | Hani Sbeitia (TUN)                    | Abdalla Eltohamy (EGY)                        | Abdelilah Ziouane (ALG)                            |
| Deux de couple JM2x | Tunisie Fadi Ben Hamouda Hani Sbeitia | Égypte Hassan Abdelmoneim Mohamed Abdelmotlep | Libye Mohamed Husayn Bukbah Mohamed Abdulati Bokra |

### Femmes
| Épreuves            | Or                                           | Argent                             | Bronze                           |
| ------------------- | -------------------------------------------- | ---------------------------------- | -------------------------------- |
| Skiff JW1x          | Nihed Benchadli (ALG)                        | Sarra Zammali (TUN)                | Malak Saleh (EGY)                |
| Deux de couple JW2x | Algérie Nour El Houda Sadoun Nihed Benchadli | Tunisie Amina Zamali Sarra Zammali | Égypte Hoor Elgazy Noura Mahamed |

## Podiums handisport hommes
| Épreuves                                | Or                      | Argent              | Bronze                    |
| --------------------------------------- | ----------------------- | ------------------- | ------------------------- |
| Skiff handicapés bras et épaules PR1M1x | Abdelaziz Mohamed (SUD) | Maher Rahmani (TUN) | Mohamed Abdulrahman (LBA) |